# Dragonerliebchen
Dragonerliebchen ist ein deutsches Stummfilmlustspiel aus dem Jahre 1928 von Rudolf Walther-Fein mit Harry Liedtke und Maria Paudler in den Hauptrollen.

## Handlung
Oberleutnant Seppl Sterz von den Dragonern ist ein wahrer Herzensbrecher, den die Frauen lieben. Seine derzeitige Favoritin heißt Fräulein Pichalec und ist eine Wiener Tänzerin. Die auszuhalten, bringt den Dragoner regelmäßig an den Rand seiner finanziellen Möglichkeiten. Seine Schäferstündchen des Nachts führen dazu, dass Harry, sehr zum Ärger seines Vorgesetzten Oberst Ritter von Weidlingen, tagsüber immer hundemüde ist und während seines Dienstes Nickerchen macht. Eines Tages macht Harry dank des Todes seiner Tante eine ordentliche Erbschaft und wird dadurch Besitzer eines gutlaufenden Krawattengeschäfts, deren beste Kraft die Verkäuferin Gisi ist. Gisi übersendet ihm fortan regelmäßig die Ladeneinnahmen, weshalb die junge Frau bei Harry ein Stein im Brett hat. Er weiß nicht, dass sich die patente Verkäuferin längst in ihn verliebt hat.
Als es eines Tages zu einem heftigen Streit zwischen den beiden Rivalinnen kommt, feuert der Dragoner Gisi und macht sein Liebchen Pichalec zu ihrer Nachfolgerin. Das erweist sich als keine gute Idee, denn das einnehmende Wesen Gisis ist bei der ehemaligen Tänzerin kaum vorhanden. Selbst Harrys Chef, der Oberst, der ein Auge auf Gisi geworfen hatte, kauft nun dort nicht mehr ein. Stattdessen bittet dieser, unterstützt von Alt-Rivalin Pichalec, um Gisis Hand. Zwar sagt sie „ja“, doch am Ende löst sich alles lustspielgerecht auf: Harry wirft die Pichalec aus dem Laden heraus, kündigt seinen eigenen Job beim Militär und wird nun selbst Krawattenhändler, holt aber, da er nichts von seinem neuen Beruf versteht, Gisi zurück und bittet um ihre Hand. Die sagt natürlich, weil der Oberst eh nur zweite Wahl war und sie von ihrem Versprechen entbindet, gern nochmals „ja“.

## Produktionsnotizen
Dragonerliebchen entstand im November/Dezember 1927 im Filmstudio von Berlin-Staaken sowie mit Außenaufnahmen in Wien. Der Streifen passierte die Zensur am 17. Februar 1928 und wurde zwölf Tage darauf in Berlins Primus-Palast uraufgeführt. Der mit  Jugendverbot belegte Siebenakter war 2606 Meter lang.
Botho Höfer und Hans Minzloff gestalteten die Filmbauten, die Aufnahmeleitung übernahm Walter Tost.

## Kritiken
In Deutschland fand der Film durchaus Anklang: Die Vossische Zeitung schrieb, „Maria Paudler läßt das Unmögliche als selbstverständlich erscheinen, sie schafft die so seltene angenehme Stimmung“, und der Berliner Lokal-Anzeiger meinte: „Ein reizendes Lustspiel, in dem Maria Paudler neue Beweise ihrer vielseitigen Charakterisierungskunst gibt“
Wiens Die Stunde urteilte: „Die Paudler versucht im ‚Dragonerliebchen‘ das süße Mädel in Reinkultur von anno 1913 zu gestalten. Das gelingt ihr! Und wo das ‚Süße‘ ins Süßliche münden könnte, setzt die Paudler ihr flottes Temperament ein, das aller Sentimentalität feind ist.  Maria Paudler beherrscht das Feld, auch wenn Harry Liedtke ihr Partner ist, der Vielumschwärmte, der selbstverständlich als Dragoneroberleutnant wieder ‚blendend‘ aussieht, in Verlegenheiten köstlich, als Liebhaber scharmant ist und als abgebauter Herzensregent das innige Mitleid aller Frauen entfesseln wird.“